# Göteborgs Ålderdomshem
Ålderdomshemmet uppfördes efter ritningar av arkitekten Carl Fahlström av byggmästaren Herman Dähn under åren 1893–1896. Byggnaden revs år 1963–1972 och ersattes med äldreboendet Vegahusen.

## Bakgrund
Göteborgs fattighus, som var föregångaren till ålderdomshemmet, hade inrättats redan 1726 sedan burggreven Hans von Gerdes klädes- och spinnerifabrik vid Fattighusån vid Stampen efter dennes död hade sålts till staden för 600 daler silvermynt. Man kvarstannade på denna plats i 170 år och man levde främst på avkastningen som de donationer man fick gav. De var många personer i staden som behövde fattighusets hjälp och exempelvis år 1812 underhöll man 164 personer till en total kostnad om 10 201 riksdaler. De befintliga byggnaderna började dock bli för små, och var mot slutet knappast lämpliga längre.
Göteborgs sparbanks styrelse beslöt vid sitt sammanträde den 31 maj 1890 att Sparbankens byggnadsfond för arbetarebostäder skulle användas för att uppföra en fattighusinrättning i sten för 125 försörjningstagare. Samt att staden skulle kostnadsfritt överlåta en tomt och få äganderätt till inrättningen.
Staden ställde en tomt vid Slottsskogen till byggnadens förfogande, men då det krävde en ny stadsplan drog ärendet ut på tiden, och först den 14 september 1892 kunde ett avtal ingås mellan stadens drätselnämnd och fattighuset. Fattighuset fick även 115 200 kronor av staden mot att man till staden överlät sina befintliga fastigheter vid Stampen. Till detta kom ena bidrag om 288 000 kronor från Göteborgs sparbank, 50 000 kronor från fabrikören A. F. Nilssons arvingar, 35 000 kronor från grosshandlare August Röhss samt från skeppsklareraren Rickard Lidströms sterbhus 20 000 kronor. Alltså totalt 508 200 kronor.

## Byggnaden
Byggnaden ritades av Göteborgs stadsarkitekt Carl Fahlström i nygotik. Materialet som valdes var rött förbländertegel från Börringe med solbänkar under fönstren i kalksten. Spetsar och gaveltäckningar är av sandsten och kalksten. Första våningen rymde 36 rum, den andra våningen 17 och den tredje ytterligare 36. På första våningen fanns dessutom kök, rum för personal, direktionsrum samt kontor. På andra våningen fanns dessutom sjuksalar, medicinförråd, sköterskerum, matsal samt serveringsrum. Varje våning var även utrustade med två badrum.
Trappan mellan våningarna hade ett fönster med en större glasmålning som visare en ängel med ett bröd i ena handen, och en palmkvist i den andra. Fönstret skapades av Reinhold Callmander och skänkt av Arthur Seaton.

### Kyrksalen
På tredje våningen fanns även kyrksalen som kunde rymma 220 personer, i salen fanns bänkar, predikstol och altare. En orgel på en orgelläktare fanns också, och från taket hängde tre ljuskronor.

### Bilder

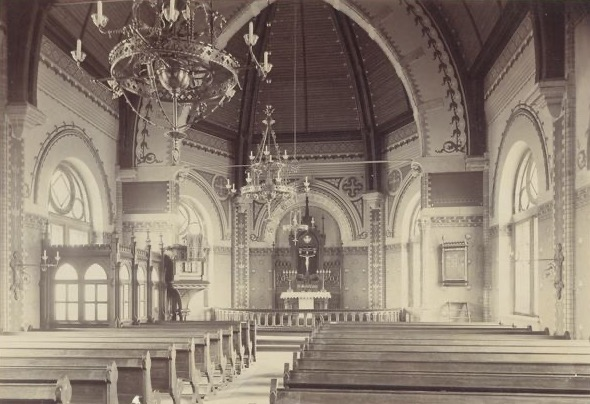
Kyrksalen i ålderdomshemmet. Foto av Aron Jonason från år 1901.

## Invigning
Byggnaden invigdes den 11 oktober 1896. Flera av Göteborgs ledande inom politik och affärsliv fanns närvarande såsom biskopen Edvard Herman Rodhe, landshövding Gustaf Snoilsky, politieborgmästarna Gustaf Svanberg och Carl Colliander, polismästare Anders Oscar Elliot, grosshandlarna Oscar Dickson, August Kobb, August Röhss samt Pontus Kobb, ordföranden i Fattighusdirektionen Johan David von Holten. Dessutom ett flertal riksdagsmän, stadsfullmäktige, ordförande i Folkskolestyrelsen Ernst Carlsson, mfl.
Själva invigningen hölls i kyrksalen och startade klockan 10 på förmiddagen. Biskop Rodhe assisterades av domprost Anton Rosell, kyrkoherdarna Johan Niklas Åkermark och Edvard Osterman samt komminister Magnus Wieselgren, pastorerna Melander och Lundberg. Samtliga gick i full ornat till altaret under det att psalmen 325 sjöngs. Biskopen stod sedan vid altaret och höll sitt tal. Som inledning hade han valt en vers från Jesaja 46:4: Ja, intill ålderdomen är jag densamme, och jag skall bära Eder intill dess I grå varden; jag haver det gjort och skall (än vidare) upplyfta, bära och hjälpa..
Därefter avlade samtliga präster sina skrudar förutom ålderdomshemmets pastor Lundberg som höll högmässa med predikan. Efter gudstjänsten höll ordförande i institutionens direktion Arthur Seaton ett tal där bakgrunden till byggnaden och dess uppförande gavs. Invigningen avslutades med att stadsfullmäktiges ordförande Olof Wijk tackade för ålderdomshemmet å stadens vägnar.
Efter invigningen gavs middag där alla som bodde på hemmet deltog, samt även sådana som bjudits in av Arthur Seaton.